# William Buel Franklin

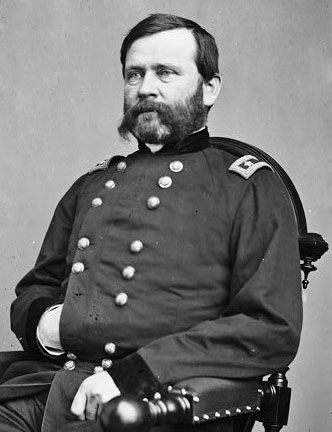
William B. Franklin

William Buel Franklin (* 27. Februar 1823 in York, Pennsylvania; † 8. März 1903 in Hartford, Connecticut) war ein Generalmajor des Unionsheeres im Sezessionskrieg.

## Leben
Franklin wurde in York, Pennsylvania geboren und machte 1843 seinen Abschluss an der US-Militärakademie in West Point als Klassenbester seines Jahrgangs. Danach ging er zu den topographischen Ingenieuren (militärischen Landvermessern und Kartographen). Er diente unter Philip Kearny während des Mexikanisch-Amerikanischen Krieges und wurde nach der Schlacht von Buena Vista zum Oberleutnant befördert. Im Jahr 1859 ersetzte er Montgomery C. Meigs als Ingenieur beim Bau der Kuppel des US-Kapitols.
Bald nach dem Beginn des Bürgerkriegs wurde er zum Brigadegeneral der Freiwilligen ernannt. Er stieg vom Brigadekommandeur zum Kommandierenden General der Potomac-Armee auf und nahm am Halbinsel-Feldzug, der Schlacht am Antietam und der Schlacht von Fredericksburg teil. Bei Antietam war sein VI. Korps in der Reserve und er versuchte vergeblich, Generalmajor Edwin Vose Sumner zu überzeugen, mit seinem Korps eine geschwächte Stelle in der Mitte der konföderierten Linien ausnutzen zu dürfen. In Fredericksburg befehligte er die Left Grand Division (mit 2 Korps unter John F. Reynolds und William Farrar Smith), die in ihren Angriffen auf die rechte Flanke der Konföderierten steckenblieb. Sein Gegenüber dort war Generalleutnant Stonewall Jackson (CSA). Ambrose Burnside, der Oberbefehlshaber der Potomac-Armee und sein Vorgesetzter, warf ihm persönlich sein Scheitern vor, obwohl er seine Befehle anscheinend richtig ausführte. Allerdings scheint der von Franklin ausgeführte Angriff gegen die rechte Flanke in der Nachschau aussichtsreicher gewesen zu sein, als die von Burnside danach befohlenen Angriffe auf die linke Flanke, bei der viele Brigaden ins mörderische Abwehrfeuer der gut verschanzten konföderierten Truppen gerieten. Dabei hatten sie offenes Gelände zu überwinden und erlitten hohe Verluste.
Nach der Niederlage bei Fredericksburg und dem berüchtigten Schlammmarsch gärte es im US-Heer. Franklin wurde verdächtigt, der hauptsächliche Initiator einer Verschwörung gegen Burnsides Führung zu sein. Im Gegenzug bereitete Burnside Franklin beträchtliche politische Schwierigkeiten, indem er eine vernichtende Aussage gegen ihn vor dem mächtigen Kongressausschuss über die Kriegsführung machte. Dies hielt ihn monatelang vom Dienst im Feld ab.
Franklin wurde erneut ein Korpskommando im Gebiet des Golfes von Mexiko übertragen und er nahm 1864 am missglückten Red-River-Feldzug teil. Dort wurde er bei Mansfield am Bein verwundet. Während seiner der Rückreise wurde er von den Konföderierten, die seinen Zug im Juli 1864 in der Nähe von Washington, D.C. stoppten, gefangen genommen. Er konnte aber am folgenden Tag entkommen. Die übrige Zeit seiner militärischen Karriere wurde durch die Behinderung eingeschränkt, die sich aus seiner Verwundung ergab. Außerdem war sie beeinträchtigt durch eine Abfolge von politischen und militärischen Fehlschlägen. Ihm wurde trotz Unterstützung durch seinen Freund und Klassenkameraden in West Point Ulysses S. Grant kein höheres Kommando mehr übertragen.
Nach dem Bürgerkrieg zog Franklin nach Connecticut und wurde Geschäftsführer beim Waffenhersteller Colt. Später wirkte er als US-Generalkommissar für die Pariser Weltausstellung 1889. Er starb in Hartford und ist nahe seinem Geburtsort York begraben.